# Sakaeo Provincial Administrative Organization Stadium
Das Sakaeo Provincial Administrative Organization Stadium (Thai สนาม อบจ.สระแก้ว หรือ สนามกีฬาศูนย์กีฬา วิทยาวารี) ist ein Mehrzweckstadion in Sakaeo in der Provinz Sakaeo, Thailand. Es wird derzeit hauptsächlich für Fußballspiele genutzt und ist das Heimstadion vom Drittligisten Sakaeo Football Club. Das Stadion hat eine Kapazität von 10.000 Personen. Eigentümer und Betreiber des Stadions ist die Sa Kaeo Provincial Administrative Organization.

## Nutzer des Stadions
| Verein    | Zeitraum der Nutzung |
| --------- | -------------------- |
| Sakaeo FC | 2013 bis heute       |